# Campeonato Mundial de Atletismo de 2019 - 200 m masculino

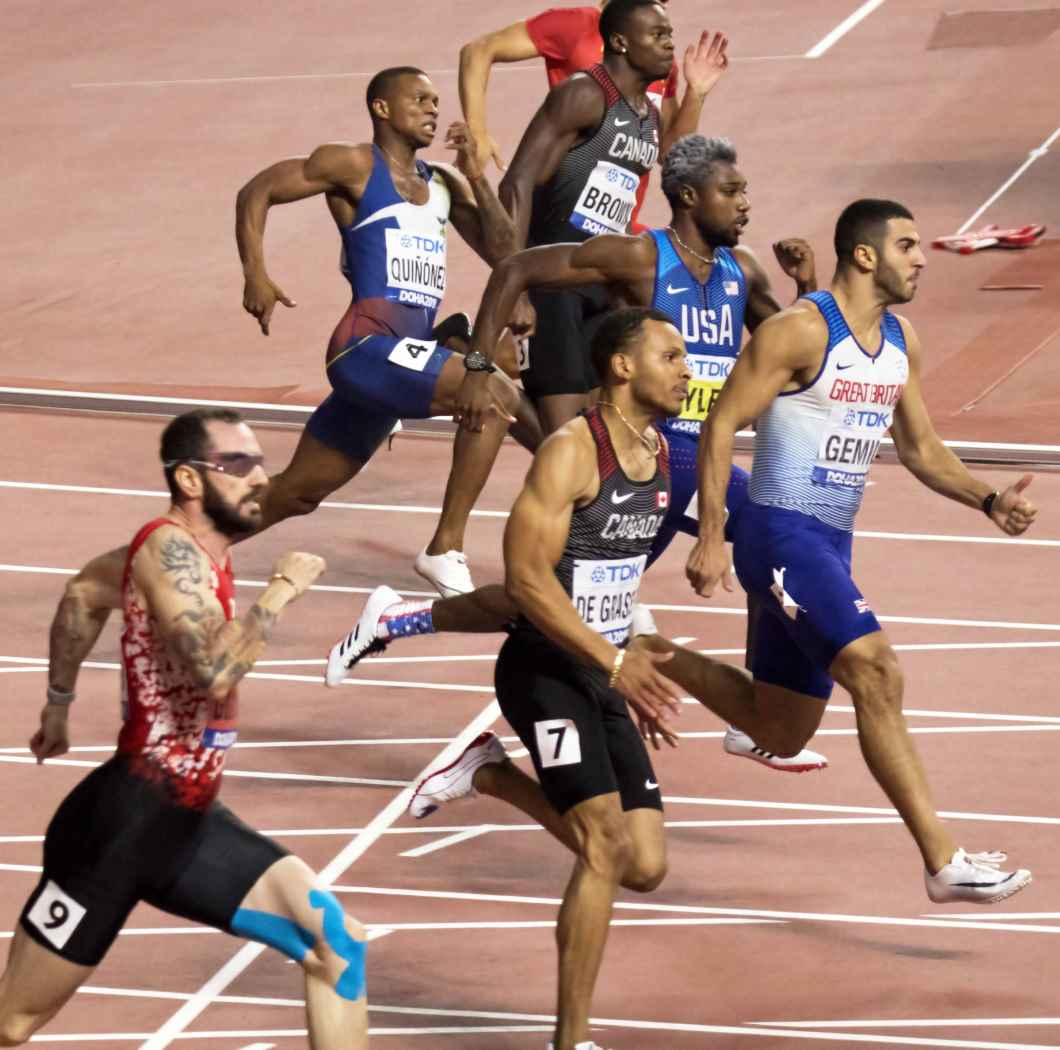

A competição dos 200 metros masculino no Campeonato Mundial de Atletismo de 2019 foi realizada no Estádio Internacional Khalifa, em Doha, no Catar, entre os dias 29 de setembro e 1 de outubro.

## Recordes
Antes da competição, os recordes eram os seguintes: 
| Recorde mundial                               | Usain Bolt (JAM)       | 19.19 | Berlim, Alemanha         | 20 de agosto de 2009   |
| Recorde do campeonato                         | Usain Bolt (JAM)       | 19.19 | Berlim, Alemanha         | 20 de agosto de 2009   |
| Melhor marca do ano                           | Noah Lyles (USA)       | 19.50 | Lausana, Suíça           | 5 de julho de 2019     |
| Recorde africano                              | Frank Fredericks (NAM) | 19.68 | Atlanta, Estados Unidos  | 1 de agosto de 1996    |
| Recorde asiático                              | Xie Zhenye (CHN)       | 19.88 | Londres, Grã Bretanha    | 21 de julho de 2019    |
| Recorde da América do Norte, Central e Caribe | Usain Bolt (JAM)       | 19.19 | Berlim, Alemanha         | 20 de agosto de 2009   |
| Recorde sul-americano                         | Alonso Edward (PAN)    | 19.81 | Berlim, Alemanha         | 20 de agosto de 2009   |
| Recorde europeu                               | Pietro Mennea (ITA)    | 19.72 | Cidade do México, México | 12 de setembro de 1979 |
| Recorde da Oceania                            | Peter Norman (AUS)     | 20.08 | Cidade do México, México | 16 de outubro de 1968  |

## Medalhistas
| Ouro             | Prata                 | Bronze              |
| Noah Lyles (USA) | Andre De Grasse (CAN) | Álex Quiñónez (ECU) |

## Tempo de qualificação
| Tempo de qualificação |
| --------------------- |
| 20.40                 |

## Calendário
| Data                   | Horário | Fase          |
| ---------------------- | ------- | ------------- |
| 29 de setembro de 2019 | 20:05   | Eliminatórias |
| 30 de setembro de 2019 | 20:50   | Semifinais    |
| 1 de outubro de 2019   | 22:40   | Final         |

Todos os horários estão no horário local (UTC+3)

## Resultados

### Eliminatórias
Qualificação: Três primeiros de cada bateria (Q) e os três melhores tempos (q) das eliminatórias. 
| Pos. | Bateria | Raia | Atleta                      | Nacionalidade        | Tempo | Notas                |
| ---- | ------- | ---- | --------------------------- | -------------------- | ----- | -------------------- |
| 1    | 1       | 7    | Adam Gemili                 | Grã-Bretanha         | 20.06 | Q,                   |
| 2    | 3       | 4    | Álex Quiñónez               | Equador              | 20.08 | Q                    |
| 3    | 5       | 4    | Aaron Brown                 | Canadá               | 20.10 | Q                    |
| 4    | 5       | 5    | Miguel Francis              | Grã-Bretanha         | 20.11 | Q                    |
| 5    | 4       | 6    | Kyle Greaux                 | Trinidad e Tobago    | 20.19 | Q                    |
| 6    | 2       | 4    | Xie Zhenye                  | China                | 20.20 | Q                    |
| 7    | 6       | 7    | Andre De Grasse             | Canadá               | 20.20 | Q                    |
| 8    | 7       | 8    | Jereem Richards             | Trinidad e Tobago    | 20.23 | Q                    |
| 8    | 3       | 8    | Yohan Blake                 | Jamaica              | 20.23 | Q,                   |
| 10   | 2       | 3    | Zharnel Hughes              | Grã-Bretanha         | 20.24 | Q,                   |
| 11   | 7       | 3    | Noah Lyles                  | Estados Unidos       | 20.26 | Q                    |
| 12   | 1       | 2    | Ramil Guliyev               | Turquia              | 20.27 | Q                    |
| 13   | 6       | 9    | Clarence Munyai             | África do Sul        | 20.29 | Q                    |
| 14   | 2       | 5    | Anaso Jobodwana             | África do Sul        | 20.35 | Q,                   |
| 15   | 5       | 6    | Rasheed Dwyer               | Jamaica              | 20.37 | Q                    |
| 16   | 1       | 6    | Taymir Burnet               | Países Baixos        | 20.37 | Q                    |
| 17   | 7       | 2    | Brendon Rodney              | Canadá               | 20.38 | Q                    |
| 18   | 6       | 6    | Serhiy Smelyk               | Ucrânia              | 20.39 | Q                    |
| 19   | 1       | 9    | Divine Oduduru              | Nigéria              | 20.40 | q                    |
| 20   | 3       | 6    | Alex Wilson                 | Suíça                | 20.40 | Q                    |
| 21   | 7       | 7    | Andre Ewers                 | Jamaica              | 20.41 | q                    |
| 22   | 5       | 3    | Eseosa Desalu               | Itália               | 20.43 | q                    |
| 23   | 3       | 7    | Aldemir da Silva Júnior     | Brasil               | 20.44 |                      |
| 24   | 2       | 8    | Yuki Koike                  | Japão                | 20.46 |                      |
| 25   | 4       | 2    | Yancarlos Martínez          | República Dominicana | 20.47 | Q                    |
| 26   | 2       | 7    | Fahhad Al-Subaie            | Arábia Saudita       | 20.51 |                      |
| 27   | 4       | 4    | Reynier Mena                | Cuba                 | 20.52 | Q                    |
| 28   | 6       | 3    | Sydney Siame                | Zâmbia               | 20.58 |                      |
| 29   | 4       | 7    | Jeremy Dodson               | Samoa                | 20.60 |                      |
| 30   | 6       | 4    | Kirara Shiraishi            | Japão                | 20.62 |                      |
| 31   | 5       | 8    | Jun Yamashita               | Japão                | 20.62 |                      |
| 32   | 7       | 6    | Mouhamadou Fall             | França               | 20.63 |                      |
| 33   | 4       | 3    | Bernardo Baloyes            | Colômbia             | 20.64 |                      |
| 34   | 6       | 8    | Steven Müller               | Alemanha             | 20.69 |                      |
| 35   | 7       | 4    | Guy Maganga Gorra           | Gabão                | 20.74 |                      |
| 36   | 1       | 5    | Paulo André de Oliveira     | Brasil               | 20.75 |                      |
| 37   | 5       | 7    | Abdelaziz Mohamed           | Catar                | 20.75 | Recorde da temporada |
| 38   | 3       | 2    | Yang Chun-han               | Taipé Chinesa        | 20.80 |                      |
| 39   | 3       | 5    | Noureddine Hadid            | Líbano               | 20.84 | Recorde nacional     |
| 40   | 6       | 5    | Sibusiso Matsenjwa          | Essuatíni            | 20.85 |                      |
| 41   | 4       | 8    | Emmanuel Eseme              | Camarões             | 20.87 |                      |
| 42   | 3       | 9    | Antonio Infantino           | Itália               | 20.89 |                      |
| 43   | 1       | 8    | Rodney Rowe                 | Estados Unidos       | 20.92 |                      |
| 44   | 5       | 9    | Emmanuel Arowolo            | Nigéria              | 21.07 |                      |
| 45   | 1       | 3    | Fodé Sissoko                | Mali                 | 21.30 |                      |
| 46   | 4       | 5    | Kenneth Bednarek            | Estados Unidos       | 21.50 |                      |
| 47   | 2       | 6    | José Andrés Salazar         | El Salvador          | 21.64 |                      |
| 48   | 2       | 9    | Muhd Noor Firdaus Ar-Rasyid | Brunei               | 21.99 |                      |
| 49   | 6       | 2    | Ahmed Al-Yaari              | Iêmen                | 22.37 | Recorde nacional     |
| 50   | 3       | 3    | Grégory Bradai              | Polinésia Francesa   | 22.79 | Recorde da temporada |
| 51   | 1       | 4    | Terrance Jones              | Bahamas              | DSQ   | 163.3(a)             |
| 51   | 5       | 2    | Jeffrey Vanan               | Suriname             | DSQ   | 163.3(a)             |
| 51   | 7       | 5    | Alonso Edward               | Panamá               | DNS   | DNS                  |

### Semifinais
Qualificação: Dois primeiros de cada bateria (Q) e os dois melhores tempos (q) das semifinais. 
| Pos. | Bateria | Raia | Atleta             | Nacionalidade        | Tempo | Notas                |
| ---- | ------- | ---- | ------------------ | -------------------- | ----- | -------------------- |
| 1    | 2       | 5    | Noah Lyles         | Estados Unidos       | 19.86 | Q                    |
| 2    | 2       | 4    | Álex Quiñónez      | Equador              | 19.95 | Q                    |
| 3    | 2       | 6    | Xie Zhenye         | China                | 20.03 | q                    |
| 4    | 1       | 5    | Adam Gemili        | Grã-Bretanha         | 20.03 | Q,                   |
| 5    | 3       | 6    | Andre De Grasse    | Canadá               | 20.08 | Q                    |
| 6    | 1       | 4    | Ramil Guliyev      | Turquia              | 20.16 | Q                    |
| 7    | 1       | 6    | Aaron Brown        | Canadá               | 20.20 | q                    |
| 8    | 3       | 7    | Kyle Greaux        | Trinidad e Tobago    | 20.24 | Q                    |
| 9    | 2       | 8    | Yancarlos Martínez | República Dominicana | 20.28 | Recorde da temporada |
| 10   | 1       | 7    | Jereem Richards    | Trinidad e Tobago    | 20.28 |                      |
| 11   | 3       | 5    | Zharnel Hughes     | Grã-Bretanha         | 20.30 |                      |
| 12   | 3       | 8    | Taymir Burnet      | Países Baixos        | 20.34 | Recorde pessoal      |
| 13   | 2       | 9    | Brendon Rodney     | Canadá               | 20.34 |                      |
| 14   | 3       | 9    | Anaso Jobodwana    | África do Sul        | 20.34 | Recorde da temporada |
| 15   | 3       | 4    | Yohan Blake        | Jamaica              | 20.37 |                      |
| 16   | 1       | 8    | Rasheed Dwyer      | Jamaica              | 20.54 |                      |
| 17   | 1       | 9    | Clarence Munyai    | África do Sul        | 20.55 |                      |
| 18   | 1       | 2    | Serhiy Smelyk      | Ucrânia              | 20.55 |                      |
| 19   | 2       | 3    | Andre Ewers        | Jamaica              | 20.61 |                      |
| 20   | 3       | 3    | Reynier Mena       | Cuba                 | 20.61 |                      |
| 21   | 2       | 2    | Eseosa Desalu      | Itália               | 20.73 |                      |
| 22   | 3       | 2    | Divine Oduduru     | Nigéria              | 20.84 |                      |
| 23   | 1       | 3    | Alex Wilson        | Suíça                | DNS   | DNS                  |
| 23   | 2       | 7    | Miguel Francis     | Grã-Bretanha         | DNS   | DNS                  |

### Final
A final ocorreu dia 1 de outubro às 22:40. 
| Pos.              | Raia | Atleta          | Nacionalidade     | Tempo | Notas                |
| ----------------- | ---- | --------------- | ----------------- | ----- | -------------------- |
| Medalha de ouro   | 5    | Noah Lyles      | Estados Unidos    | 19.83 |                      |
| Medalha de prata  | 7    | Andre De Grasse | Canadá            | 19.95 |                      |
| Medalha de bronze | 4    | Álex Quiñónez   | Equador           | 19.98 |                      |
| 4                 | 6    | Adam Gemili     | Grã-Bretanha      | 20.03 | Recorde da temporada |
| 5                 | 9    | Ramil Guliyev   | Turquia           | 20.07 |                      |
| 6                 | 3    | Aaron Brown     | Canadá            | 20.10 |                      |
| 7                 | 2    | Xie Zhenye      | China             | 20.14 |                      |
| 8                 | 8    | Kyle Greaux     | Trinidad e Tobago | 20.39 |                      |

Legenda
| Recorde mundial       | Recorde mundial (World record)               |                       | Recorde africano                      | Recorde africano (African) |                                           | Q | Classificado por posição (Qualified) |
| Recorde do campeonato | Recorde do campeonato (Championship record)  | Recorde da América    | Recorde da América (Americas)         | q                          | Classificado por melhor tempo (Qualified) |   |                                      |
| Melhor marca do ano   | Melhor marca do ano (World leading)          | Recorde asiático      | Recorde asiático (Asian)              | DNS                        | Não largou (Did not start)                |   |                                      |
| Recorde nacional      | Recorde nacional (National record)           | Recorde europeu       | Recorde europeu (European)            | DNF                        | Não terminou (Did not finish)             |   |                                      |
| Recorde pessoal       | Recorde pessoal do atleta (Personal best)    | Recorde da Oceania    | Recorde da Oceania (Oceania)          | DSQ / DQ                   | Desclassificado (Disqualified)            |   |                                      |
| Recorde da temporada  | Recorde da temporada do atleta (Season best) | Recorde sul-americano | Recorde sul-americano (South America) | NM                         | Sem marca (No mark)                       |   |                                      |